# Neves (Santo Tomé y Príncipe)
Neves es la segunda ciudad más importante de Santo Tomé y Príncipe, y la más industrial de la isla; también es la capital del Distrito de Lembá. Contaba con una población aproximada de 7.392 personas en 2005. En Neves se encuentra la planta de cerveza y aguardiente Rosema, una de las pocas industrias nacionales.

## Ciudad hermanada
- Oporto, Portugal

- Datos: Q612376
- Multimedia: Neves (São Tomé and Príncipe) / Q612376